# Роби Кин
Роби Кин (енгл. Robbie Keane; Даблин, 8. јул 1980) je ирски професионални фудбалски тренер и бивши фудбалер који је играо на позицији нападача.
Кин је био капитен репрезентације Републике Ирске од марта 2006. до свог повлачења из репрезентативног фудбала у августу 2016. године. Кин је играч са највећим бројем утакмица и најбољи је стрелац у историји своје репрезентације.

## Каријера
Кин је започео каријеру у Вулверхемптон вондерерсу, постигавши два гола на свом дебију за први тим са 17 година. Следеће сезоне је био водећи стрелац клуба и постигао је свој први међународни гол за Ирску. Често је мењао клуб између 1999. и 2002. године, обарајући рекорде за трансфере, али његове кратке периоде у Интеру из Милана и Лидс јунајтеду биле су без већег успеха. Придружио се Тотенхем хотсперу 2002. и тамо је играо седам и по година у два наврата, сакупивши 306 наступа и 122 гола у свим такмичењима. Сезона 2007–08 била је најплодоноснија у његовој каријери јер је поставио рекорд каријере од 23 гола у сезони, укључујући значајан 100. такмичарски гол, и освојио своју прву сениорску награду (Лига куп).
Кин је прешао у Ливерпул у јулу 2008, али је провео само шест месеци у клубу пре него што се вратио у Тотенхем, где је постао капитен првог тима. У јануару 2010. прешао је на позајмицу у шкотски премијерлигаш Селтик до краја сезоне, а другу половину наредне сезоне провео је на позајмици у Вест Хем јунајтеду. Из Тотенхема је отишао у Лос Анђелес галакси 2011. године, а у јануару 2012. прешао је у Астон Вилу на двомесечну позајмицу током сезонске паузе МЛС лиге. Напустио је Лос Анђелес галакси 2016. године са 104 гола у шест сезона, пре кратког боравка у индијском клубу АТК. Кин је најавио повлачење из професионалног фудбала у новембру 2018. године. Укупно је постигао 126 голова у Премијер лиги за шест различитих клубова, што га сврстава у петнаестог најуспешнијег стрелца у историји Премијер лиге.
Широко сматран једним од најбољих ирских играча свих времена, Кин је постигао 68 голова за репрезентацију Републике Ирске током 18-годишње међународне каријере, што га чини рекордним ирским стрелцем свих времена. Његових 146 утакмица је такође ирски рекорд. Кин је пети најбољи европски међународни стрелац свих времена и једини играч у историји светског фудбала који је постигао најмање један међународни гол у 19 узастопних година. Кин је био најбољи стрелац Републике Ирске на Светском првенству 2002. године са три гола док су се пласирали у шеснаестину финала, а играо је и на Европском првенству 2012. и 2016. године. Током своје клупске и међународне каријере био је познат по својој прослави гола где је извео точак запрега након чега је уследило котрљање напред.
Након што је објавио да се повлачи из активног играња фудбала, Кин је започео своју тренерску каријеру у сениорском тиму репрезентације Ирске као помоћник селектора Мика Макартија у новембру 2018. године. Такође је преузео улогу помоћника у Чемпионшип клубу Мидлсбро 2019, са својим бившим саиграчем Џонатаном Вудгејтом као шефом стручног штаба. Обе улоге је напустио 2020. године. Постао је шеф стручног штаба Макабија из Тел Авива у јуну 2023. године.